# Hoplocerambyx severus
Hoplocerambyx severus är en skalbaggsart som beskrevs av Francis Polkinghorne Pascoe 1869. Hoplocerambyx severus ingår i släktet Hoplocerambyx och familjen långhorningar. Inga underarter finns listade i Catalogue of Life.